# Castello Aragonese
A Castello Aragonese vagy más néven Castel Sant’Angelo Taranto óvárosának (Città Vecchia) délnyugati részén helyezkedik el a Mar Piccolót és Mar Grandét összekötő csatorna partján, a Ponte Girevole mellett.
A négybástyás erődítmény elődjét 916-ban építették a várost uraló bizánciak, a szaracénok és a Velencei Köztársaság támadásainak kivédésére. 
A mai is álló erődítményt 1486-ban kezdték el építeni II. Ferdinánd nápolyi király parancsára, Francesco di Giorgio Martini építész tervei alapján. Az eredeti terveken egy négybástyás, négyzet alakú erődítmény, valamint a csatorna mentén végighúzódó fal és három további bástya megépítése szerepelt. Pénzhiány miatt azonban csak az erődítmény épült fel. Az erődítmény 1492-re készült el. Mivel Ferdinánd aragóniai illetőségű volt, innen kapta az erőd is a Aragonese (aragón) titulust.
1707-ben börtönnek alakították át. 1887-ben az olasz haditengerészet szerezte meg.
Napjainkban Taranto városának egyik látványossága. Falai között egy tengerészeti múzeumot rendeztek be.